# Aleksandre Modebadze
Aleksandre Modebadze (* 21. února 1978 Tbilisi) je bývalý gruzínský zápasník–volnostylař.

## Sportovní kariéra
Zápasení se věnoval od 13 let v rodném Tbilisi pod vedením Marlena Osikmašviliho. Specializoval se na volný styl. V gruzínské mužské reprezentaci se pohyboval od roku 1998 ve váze do 130 kg. V roce 2000 se kvalifikoval na olympijské hry v Sydney, kde nepostoupil ze základní skupiny přes Íránce Abbáse Džadídího. Od roku 2002 se snížil limit jeho kategorie z 130 kg na 120 kg a jeho pozice v reprezentaci začal ohrožovat Davit Otyjašvili. V olympijském roce 2004 však své pozice udržel a startoval na olympijských v Athénách. V Athénách nepostoupil ze základní skupiny přes ruského Dagestánce Kuramagomeda Kuramagomedova. V olympijském roce 2008 již nebyl reprezentační jedničkou, ale kvůli dopingovým problém svého nástupce Davita Modzmanašviliho byl narychlo povolán k druhé světové olympijské kvalifikaci do polské Varšavy. Obsadil čtvrté nepostupové místo a Gruzie tak neměla v jeho váze zastoupení na olympijských hrách v Pekingu. Sportovní kariéru ukončil v roce 2010. Věnuje se trenérské práci.

## Výsledky
| Turnaj             | 1997 | 1998 | 1999 | 2000 | 2001 | 2002 | 2003 | 2004 | 2005 | 2006 | 2007 | 2008 | 2009 |
| Turnaj             | 19   | 20   | 21   | 22   | 23   | 24   | 25   | 26   | 27   | 28   | 29   | 30   | 31   |
| Turnaj             | -130 | -130 | -130 | -130 | -130 | -120 | -120 | -120 | -120 | -120 | -120 | -120 | -120 |
| ------------------ | ---- | ---- | ---- | ---- | ---- | ---- | ---- | ---- | ---- | ---- | ---- | ---- | ---- |
| Olympijské hry     |      |      |      | úč.  |      |      |      | úč.  |      |      |      | —    |      |
| Mistrovství světa  | —    | úč.  | úč.  |      | úč.  | —    | 8.   |      | úč.  | —    | —    |      | 5.   |
| Mistrovství Evropy | —    | 5.   | 5.   | úč.  | 2.   | —    | 3.   | —    | —    | —    | 3.   | —    | —    |
| MS juniorů         | —    | 2.   |      |      |      |      |      |      |      |      |      |      |      |
| ME juniorů         | 3.   | 2.   |      |      |      |      |      |      |      |      |      |      |      |